# Corfu (departement)
Corfu (Grieks: Κέρκυρα, Kérkyra) was een departement in Griekenland. Het departement Corfu omvat het eiland Corfu, Paxi, Othonoi, Ereikussa, Mathraki en enkele kleinere eilanden. Het departement maakt deel uit van de regio Ionische Eilanden.

## Eilanden
Het departement Corfu omvat naast het eiland Corfu nog wat kleine eilanden, waarvan het grootste Paxi (Paxos) is. Verder zijn dit onder andere:
- Antipaxi
- Diaplo
- Ereikoussa
- Mathraki
- Othonoi
- Prichia

## Plaatsen[2]
Door de bestuurlijke herindeling (Programma Kallikrates) werden de departementen afgeschaft vanaf 2011. Het departement “Corfu” werd een regionale eenheid (perifereiaki enotita). Er werden eveneens gemeentelijke herindelingen doorgevoerd, in de tabel hieronder “GEMEENTE” genoemd.
| Plaats           | Hoofdplaats (vroeger) | Postcode | GEMEENTE        | Hoofdplaats van de gemeente |
| ---------------- | --------------------- | -------- | --------------- | --------------------------- |
| Achilleio        | Gastouri              | 490 84   | Kerkyra (Corfu) | (el) Kerkyra                |
| Agios Georgios   | Agros                 | 490 83   | Kerkyra (Corfu) | (el) Kerkyra                |
| Kerkyra (Corfu)  |                       | 491 00   | Kerkyra (Corfu) | (el) Kerkyra                |
| Esperion         | Velonades             | 490 81   | Kerkyra (Corfu) | (el) Kerkyra                |
| Faiakes          | Hypsos                | 490 83   | Kerkyra (Corfu) | (el) Kerkyra                |
| Kassopaia        | Kassiopi              | 491 00   | Kerkyra (Corfu) | (el) Kerkyra                |
| Korissia         | Argyrades             | 490 80   | Kerkyra (Corfu) | (el) Kerkyra                |
| Lefkimmi         |                       | 490 80   | Kerkyra (Corfu) | (el) Kerkyra                |
| Meliteieis       | Moraitika             | 490 81   | Kerkyra (Corfu) | (el) Kerkyra                |
| Palaiokastritsa  | Lakones               | 490 83   | Kerkyra (Corfu) | (el) Kerkyra                |
| Parelioi         | Kokkini               | 491 00   | Kerkyra (Corfu) | (el) Kerkyra                |
| Paxoi (Paxi)     |                       | 490 82   | Paxoi (Paxi)    | Gaios                       |
| Thinali          | Acharavi              | 491 00   | Kerkyra (Corfu) | (el) Kerkyra                |
| Ereikoussa       |                       | 491 00   | Kerkyra (Corfu) | (el) Kerkyra                |
| Mathraki         |                       | 491 00   | Kerkyra (Corfu) | (el) Kerkyra                |
| Othonoi (Othoni) |                       | 491 00   | Kerkyra (Corfu) | (el) Kerkyra                |

Attica · Centraal-Griekenland · Centraal-Macedonië · Epirus · Ionische Eilanden · Kreta · Noord-Egeïsche Eilanden · Oost-Macedonië en Thracië · Peloponnesos · Thessalië · West-Griekenland · West-Macedonië · Zuid-Egeïsche Eilanden

Autonome Monastieke Staat van de Heilige Berg (Athos)

Periferie-districten · Gemeenten